# Henri Fursy
Cet article concerne le chansonnier. Pour le saint catholique, voir Fursy de Péronne. Pour les personnalités homonymes, voir Dreyfus.
Henri Fursy (appelé aussi simplement Fursy) est un journaliste, auteur dramatique et chansonnier montmartrois né le 26 février 1866 à Paris 3e et mort le 14 avril 1929 à Paris 17e.
Il est le cousin du journaliste et auteur dramatique André Lang.

## Biographie

### Jeunesse et débuts
De son vrai nom Henry Dreyfus, il naît le 26 février 1866 dans le 3e arrondissement de Paris de Mayer Dreyfus (1836-1900), négociant, et de Julie Rosine (1840-1892), sans profession. Il a deux frères aînés, Lucien qui deviendra administrateur des Colonies, et Georges qui sera ingénieur.
Après des études au lycée Colbert, il travaille dans une entreprise de draperie puis comme comptable à la Banque nationale et, à la fermeture de celle-ci, au journal La France d’Émile de Girardin dont le rédacteur en chef, Charles Lalou, est un ancien camarade de collège. Henry Dreyfus se tourne alors vers le journalisme, collaborant avec différents périodiques tels que Le National, L'Éclair, Le Rappel, La Liberté et La Lanterne,.

### Carrière artistique
Parallèlement à ses articles, il commence à écrire des monologues et des chansons qu'il interprète lui-même au théâtre des Capucines et à la Bodinière puis au Carillon, 43 rue de la Tour-d'Auvergne où il crée ses Chansons rosses en 1893. Il est aussi parolier pour plusieurs artistes parisiens de café-concert comme Paulus ou Mily-Meyer.
Lors du déclenchement de l'affaire Dreyfus, il adopte le pseudonyme de Fursy (intialement « de Fursy », anagramme de Dreyfus), ne souhaitant pas être associé au militaire alors en disgrâce.

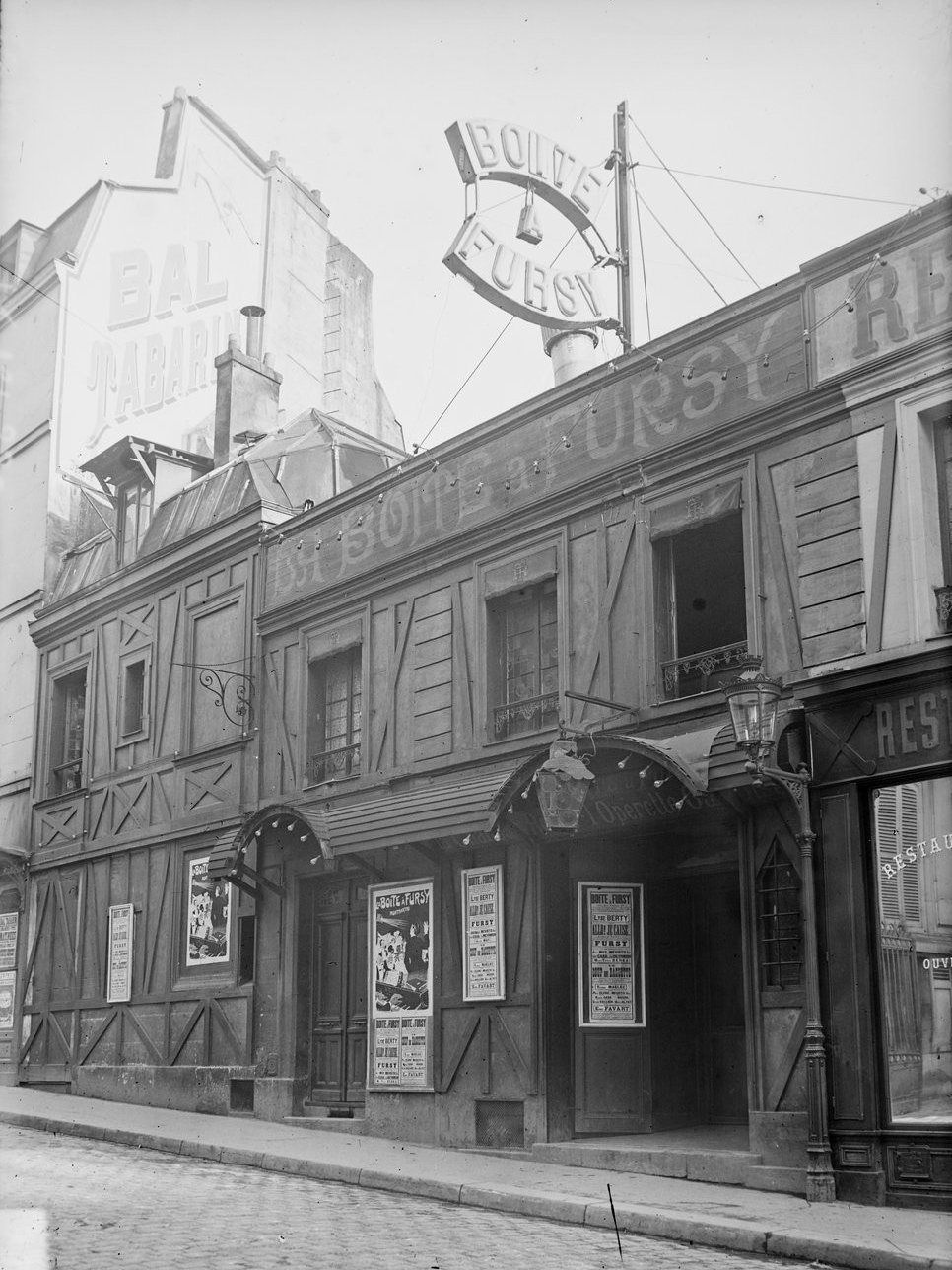
La Boîte à Fursy, rue Pigalle, en 1909.

En 1895, il devient secrétaire général du nouveau cabaret, le Tréteau de Tabarin (ou Tréteaux de Tabarin), ouvert 58 rue Pigalle et dont il assure la promotion au travers de ses collaborations journalistiques. En désaccord avec la direction, il rachète en 1899 le célèbre Chat noir, 12 rue Victor-Massé, dont le propriétaire, Rodolphe Salis, est mort deux ans plus tôt, et la rebaptise La Boîte à Fursy,. S'y produisent les vedettes de l'époque dont Théodore Botrel. Son départ de la rue Pigalle entraîne la faillite de l'établissement qu'il rachète à son tour en 1901 pour y transférer la Boîte à Fursy.
Lors de la Première Guerre mondiale, il se produit avec le théâtre aux armées au cours de l'année 1916.

### Mort
Henri Fursy meurt d'une crise cardiaque le 14 avril 1929 dans le 17e arrondissement de Paris, à l'âge de 63 ans,,,. Il est d'abord enterré au cimetière du Montparnasse en présence notamment de Gustave Charpentier, Maurice Donnay et Romain Coolus dans la sépulture familiale Dreyfus, avant d'être ré-inhumé la même année au cimetière de Saint-Ouen (11e division) où sa tombe, à l'abandon et très dégradée, est cependant toujours visible.
Le chansonnier Albert Michaud publie après son décès un hommage dans Le Cornet.

### Vie privée
Henri Fursy épouse le 6 août 1892 à la mairie du 9e arrondissement de Paris Pauline Clara Marie Hortense Lemière. Ils divorcent le 2 juillet 1923 à la demande de cette dernière.
Il se remarie le 22 novembre 1923 à la mairie du 17e avec Germaine Georgette Guignot, artiste chorégraphique. Le couple adopte une petite fille. Un mois et demi après la mort de Fursy, un gala de bienfaisance organisé au bénéfice de sa veuve par Sacha Guitry, Mauricet et Marguerite Deval a lieu le 28 mai 1929 au théâtre de l'Empire avec le concours de Cécile Sorel, Mistinguett, Rip et Félix Galipaux, entre autres. Le 1er juillet suivant, la Ville de Paris lui alloue un secours de 1.000 francs.

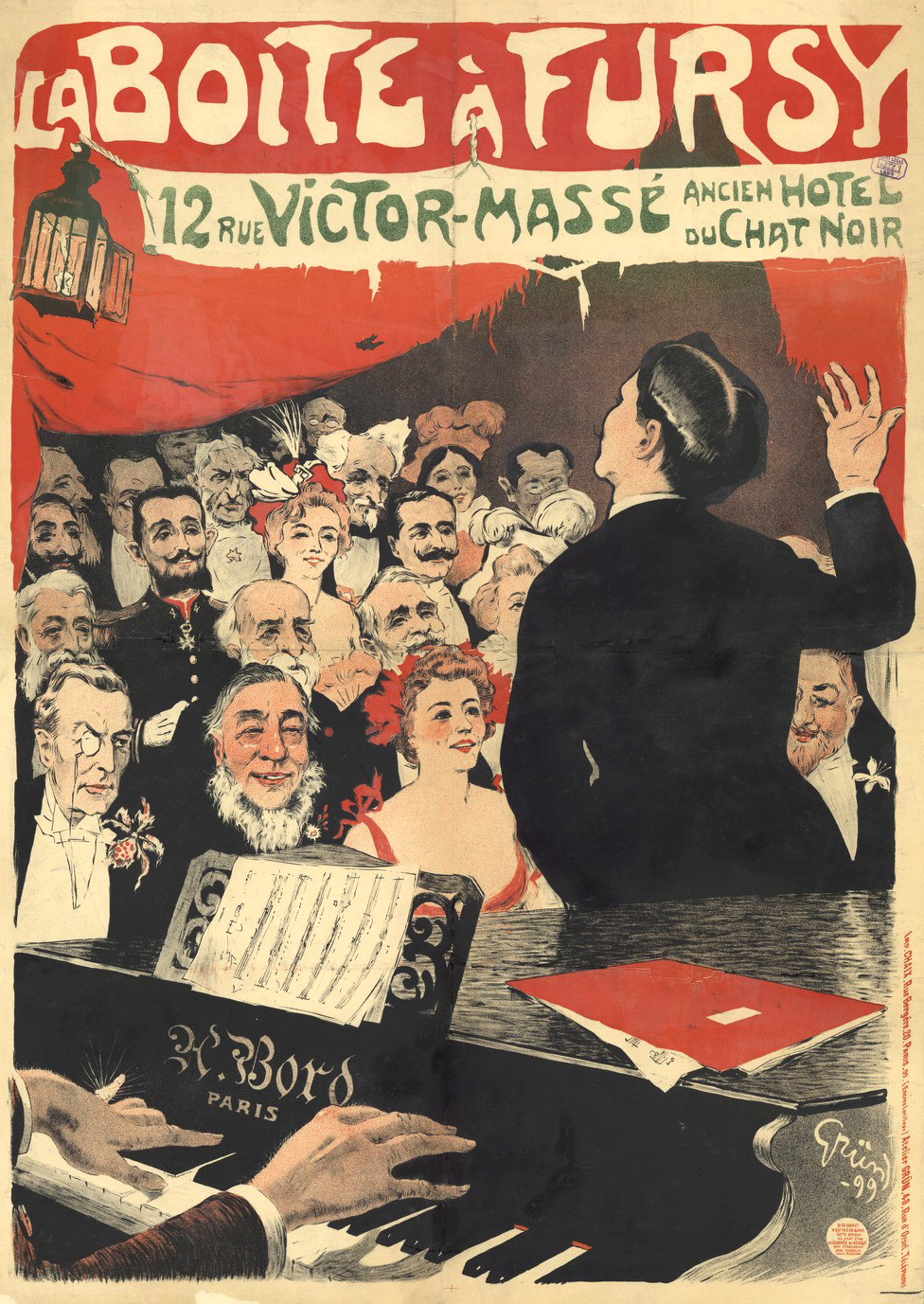
La Boîte à Fursy (1899), affiche de Grün.
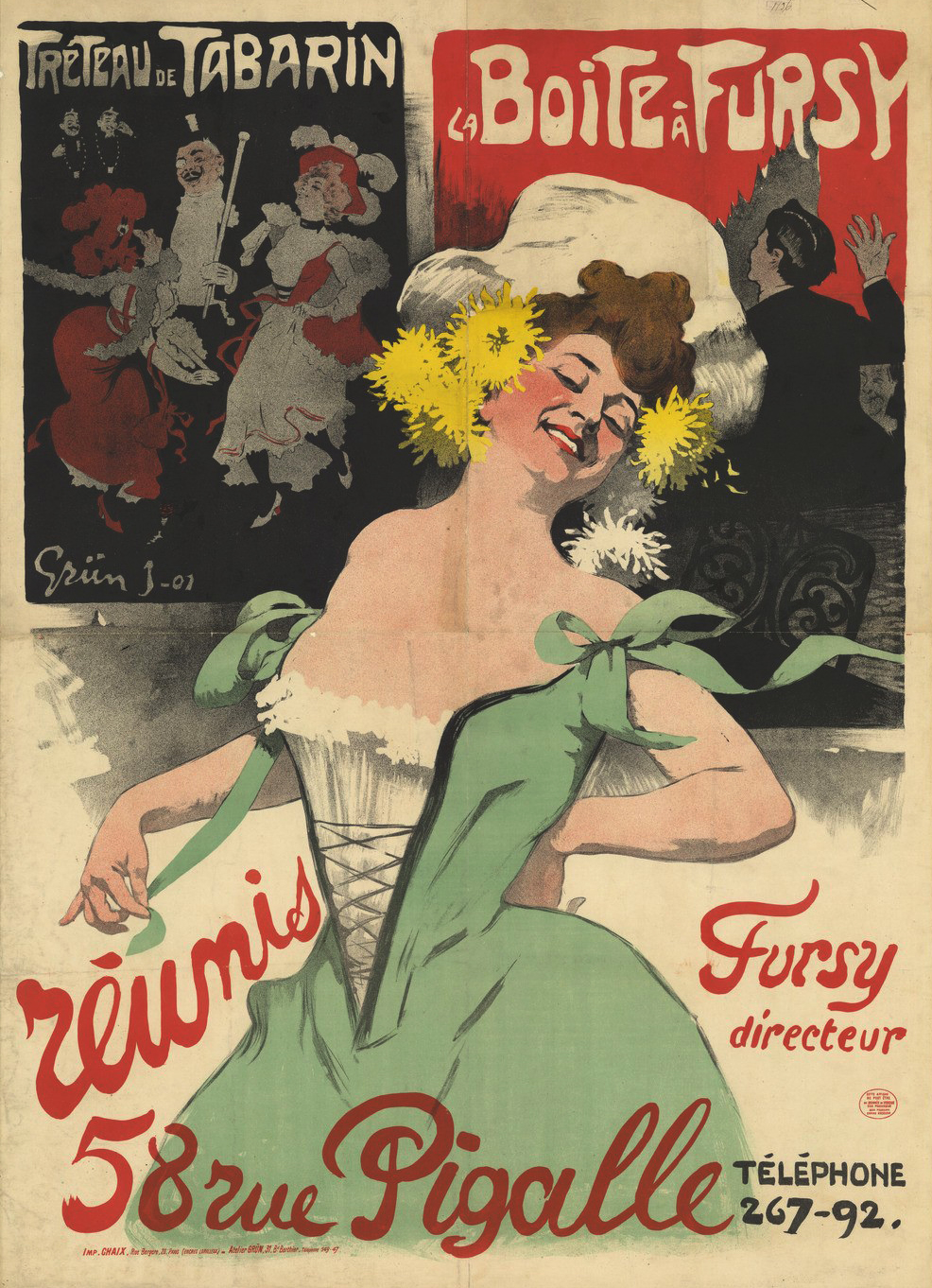
La Boîte à Fursy (1901), affiche de Grün.
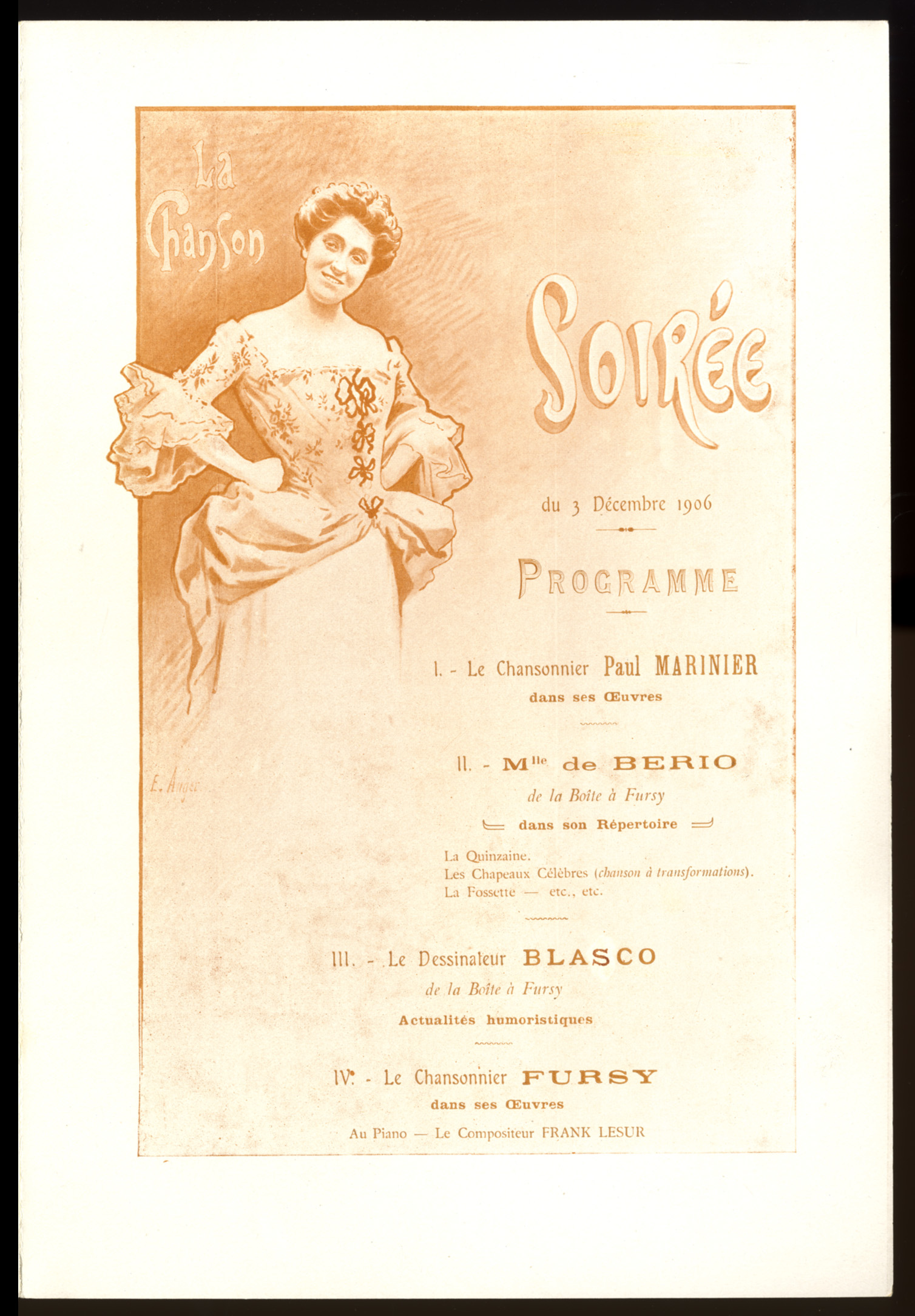
Tournée de la Boite à Fursy en 1906 à Reims, dessin Eugène Auger.

## Œuvres

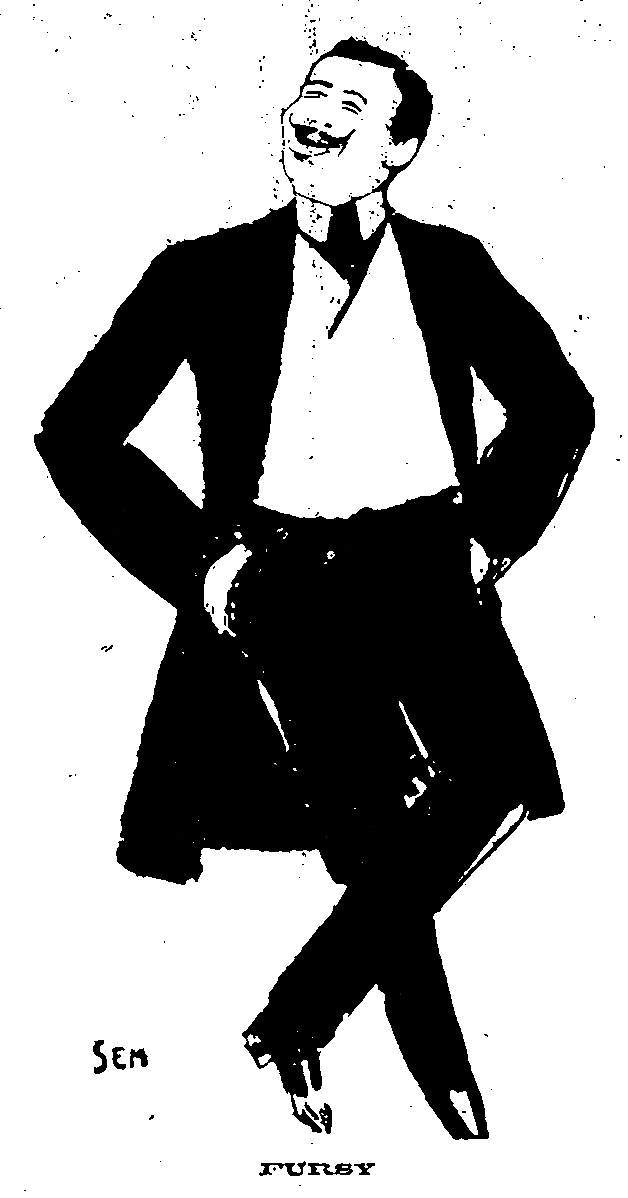
Caricature de Fursy par Sem.

### Théâtre
- Les Deux Cuisinières, comédie en un acte, théâtre de la Gaîté

### Revues
- 1896 : Voyons, mon ange !, revue en 2 actes et 4 tableaux de Fursy et Léon Nunès, La Cigale (15 juillet)
- 1897 : La Bouquetière des évènements, revue, Tréteau de Tabarin (février)
- 1897 : Paris-Démoli, revue de printemps en 3 actes et 4 tableaux de Chauvin et Fursy, La Scala (15 mai)[21].
- 1897 : Ah ! Pudeur !, revue en 2 actes et 3 tableaux de Fursy et Léon Nunès, La Cigale (19 juillet)[22]
- 1898 : Allo !.. Allo !.. 407-60 ?[23], revue en 2 actes et 5 tableaux de Fursy et Léon Nunès, La Cigale (29 janvier)[24]
- 1898 : Pour qui votait-on ?, revue en 2 actes et 6 tableaux de Fursy et Philippe Lamarque, La Cigale (14 juillet)[25].
- 1901 : Vive la grève !, revue en 1 acte de Fursy et Léon Nunès, à La Boîte à Fursy (10 avril)[26]
- 1902 : C'est Craw fort !, revue, La Boîte à Fursy (26 mai)
- 1903 : T'en as un œil !, revue en 2 actes et 12 tableaux de Fursy et Charles Mougel, Moulin-Rouge (1er novembre)
- 1907 : 58, rue Pigalle !, revue de Fursy et Paul Marinier, La Boîte à Fursy (avril)
- 1911 : Décochons ! Décochons !, revue en 1 acte de Fursy et Jean Deyrmon, musique d'Édouard Mathé, La Boîte à Fursy (4 mai)
- 1917 : La Revue aux chandelles, revue en 2 actes de Fursy et Paul Marinier, La Boîte à Fursy (janvier) puis en tournée[27]
- 1918 : Coucou ! La revoilà !, revue en 1 acte de Fursy et Paul Marinier, La  Boîte à Fursy (12 octobre)[28]
- 1919 : La Revue maboule... vardière, revue de Fursy, Paul Marinier et Charles Cluny, La  Boîte à Fursy (15 avril)
- 1919 : Au Jardin de Fursy, revue, La  Boîte à Fursy (décembre).

### Chansons
Chansons satiriques
- Les Joyeux Fêtards
- La Cause philanthropique
- Lamentations d'un patineur
- Nos concierges
- Soireux
- Repos à la mer
- Les Pianistes

Chansons d'actualité
- Le Panama
- Daumont présidentielle
- La Question des Taureaux
- Aubade de Zola à l'Académie
- Lettre d'un gardien de Mazas à sa femme

Recueils
- 1898 : Chansons rosses, couverture illustrée par Charles Léandre, éditions Paul Ollendorff, Paris.
- 1899 : Chansons rosses, 2e série, couverture illustrée par Ernest Gründ, éditions Paul Ollendorff, Paris.
- 1902 : Chansons rosses, 3e série, préface de Félix Duquesnel, éditions Paul Ollendorff, Paris[29]
- 1905 : Chansons rosses, 4e série, éditions Paul Ollendorf, Paris.

## Distinctions
- officier d'Académie (décret du ministre de l'Instruction publique et des Beaux-Arts du 29 décembre 1888).
- Médaille d'honneur de la mutualité (arrêté du ministre du Travail du 5 mars 1926).
- chevalier de  la Légion d'honneur au titre du ministre de l'Instruction publique (décret du 11 décembre 1927)[30].

### Iconographie
- Fursy (agence Meurisse), 1911, lire en ligne sur Gallica
- Obsèques de M. de Fursy (agence Meurisse), 1929, lire en ligne sur Gallica